# Duty and Honor
Duty and Honor é uma novela policial de 2016 escrita por Tom Clancy e Grant Blackwood sendo o vigésimo quinto livro da série em que aparece a personagem presidente Jack Ryan, neste caso apenas indirectamente através do seu filho Jack Ryan, Jr.  A história é contada por um narrador.

## Enredo
Jack Ryan, Jr, o filho do fictício presidente dos EUA Jack Ryan, consegue sobreviver a um atentado pessoal e descobre de imediato, graças à sua capacidade multifacetada de detective/agente de investigação, que está iminente outro ataque e, ao mesmo tempo que se procura proteger, procura saber quem o quer ver morto. As pistas levam-no à Alemanha até uma empresa de segurança. Com a ajuda de um jornalista, Jack Ryan, Jr procura deslindar a verdade.

## Questões
Uma das questões levantadas no livro é a idoneidade dos jornalistas de investigação. Diz Jack Rayan, Jr. a dada altura: "Tu és um jornalista. Não é uma coisa má em si mesma, mas a pesquisa sobre uma história leva os jornalistas a fazer coisas estranhas, especialmente os jornalistas jovens que querem ganhar notoriedade."
Outra questão importante colocada é a possibilidade de um computador pessoal ser "infectado" à distância por alguém que queira enganosamente distorcer a imagem do utilizador desse computador pessoal. De novo, nas palavras de Jack Rayan, Jr.: "A história do browser web aponta para um sítio, mas este sítio está em baixo. Mas consegui descobrir umas coisas interessantes. Isto é um malware - um bot, de facto - desenhado para introduzir uma história de percurso web no computador alvo. Também está desenhado para associar o utilizador a alguns fóruns de discussão, colocar alguns posts."
O Autor coloca também a questão da possibilidade de alguém ter manipulado um ataque terrorista num país ocidental com o objectivo de levar os decisores políticos a alinhar na sua política de "guerra contra o terror". Nas palavras de um personagem que é marechal em França: "Quando é mais maligno, o acontecimento pode mesmo ser fabricado".
Ainda nas questões colocadas, o livro refere a espionagem económica como um negócio que envolve milhares de milhões de dólares. Raramente passa uma semana sem que uma nova história acerca de uma empresa que pretende sabotar a posição de mercado ou financeira de uma outra empresa sua rival. São lançados boatos, é desencadeada uma campanha internacional nos media, são apresentadas ações judiciais, tudo como uma guerra fria económica.

## Ligação externa
- Sítio oficial de Tom Clancy